# エリオット・グレアム
エリオット・グレアム（Elliot Graham, 1976年 - ）は、アメリカ合衆国の編集技師である。

## 来歴
1999年にニューヨーク大学で歴史と映画の学士号を取得した。初めて編集でクレジットされた作品はスティーヴン・ノリントン監督・脚本によるインディペンデント映画『クレイジー・ワールド』（2001年）であった。グレアムは当初はノリントンの編集アシスタントとして雇われたが、最終的に共同でクレジットされた。ブライアン・シンガー監督の映画『X-MEN2』（2003年）と『スーパーマン リターンズ』（2006年）ではジョン・オットマンと共同で編集を務めた。他にシンガー企画のテレビシリーズ『Dr.HOUSE』の第1話でも編集を務めた。
2008年の映画『ミルク』では俳優と実在の人物の映像を織り交ぜた編集を行い、アカデミー編集賞などにノミネートされた。

## フィルモグラフィ
- クレイジー・ワールド The Last Minute (2001)
- X-MEN2 X2 (2003)
- グレイテスト・ゲーム The Greatest Game Ever Played (2005)
- スーパーマン リターンズ Superman Returns (2006)
- ラスベガスをぶっつぶせ 21 (2008)
- ミルク Milk (2008).
- 永遠の僕たち Restless (2011)
- アメイジング・スパイダーマン2 The Amazing Spider-Man 2 (2014)
- Trash (2014)
- 007 ノー・タイム・トゥ・ダイ No Time to Die (2020)